# Оптическая теорема
Оптическая теорема — соотношение в волновой теории рассеяния, связывающее амплитуду рассеяния {\displaystyle f(\theta )} и сечение рассеяния {\displaystyle \sigma }.
Оптическая теорема формулируется следующим образом:
{\displaystyle \sigma ={\frac {4\pi }{k}}\operatorname {Im} f(0),}
где {\displaystyle f(0)} — амплитуда рассеяния вперёд, {\displaystyle \sigma } — полное сечение рассеяния, {\displaystyle k} — волновой вектор падающей волны. Так как теорема является следствием закона сохранения энергии (в квантовой механике — вероятности), то она является довольно общим утверждением, имеющим широкую область применения.
Более общий вид теоремы:
{\displaystyle f(\mathbf {n} ,\mathbf {n} ')-f^{*}(\mathbf {n} ',\mathbf {n} )={\frac {ik}{2\pi }}\int f(\mathbf {n} ,\mathbf {n} '')f^{*}(\mathbf {n} ',\mathbf {n} '')\,d\omega ''.}

## Доказательство
Асимптотический вид амплитуды рассеяния на больших расстояниях:
{\displaystyle \psi \approx e^{ikr(\mathbf {n} ,\mathbf {n} ')}+{\frac {1}{r}}f(\mathbf {n} ,\mathbf {n} ')e^{ikr},}
где {\displaystyle \mathbf {n} } — направление падения частиц, {\displaystyle \mathbf {n} '} — направление рассеяния.
Любая линейная комбинация функций {\displaystyle \psi } с различными направлениями падения также представляет некий возможный процесс рассеяния. Умножив {\displaystyle \psi } на произвольные коэффициенты {\displaystyle F(\mathbf {n} )} и проинтегрировав по всем направлениям {\displaystyle \mathbf {n} }, получим такую линейную комбинацию в виде интеграла
{\displaystyle \int F(\mathbf {n} )e^{ikr(\mathbf {n} ,\mathbf {n} ')}\,d\Omega +{\frac {e^{ikr}}{r}}\int F(\mathbf {n} )f(\mathbf {n} ,\mathbf {n} ')\,d\Omega .}
Поскольку расстояние {\displaystyle r} велико, то множитель {\displaystyle e^{ikr(\mathbf {n} ,\mathbf {n} ')}} в первом интеграле является быстро осциллирующей функцией направления переменного вектора {\displaystyle \mathbf {n} }. Значение интеграла определяется потому в основном областями вблизи тех значений {\displaystyle \mathbf {n} }, при которых показатель экспоненты имеет экстремум ({\displaystyle \mathbf {n} \pm \mathbf {n} '}). В каждой из этих областей множитель {\displaystyle F(\mathbf {n} )\approx F(\pm \mathbf {n} ')} можно вынести за знак интеграла, после чего интегрирование даёт
{\displaystyle 2\pi iF(-\mathbf {n} '){\frac {e^{-ikr}}{kr}}-2\pi iF(\mathbf {n} '){\frac {e^{ikr}}{kr}}+{\frac {e^{ikr}}{r}}\int f(\mathbf {n} ,\mathbf {n} ')F(\mathbf {n} )\,d\Omega .}
Перепишем это выражение в более компактном виде, опустив общий множитель {\displaystyle 2\pi i/k}:
{\displaystyle {\frac {e^{-ikr}}{r}}F(-\mathbf {n} ')-{\frac {e^{ikr}}{r}}{\hat {S}}F(\mathbf {n} '),}
где
{\displaystyle {\hat {S}}=1+2ik{\hat {f}},}
а {\displaystyle {\hat {f}}} — интегральный оператор:
{\displaystyle {\hat {f}}F(\mathbf {n} ')={\frac {1}{4\pi }}\int f(\mathbf {n} ,\mathbf {n} ')F(\mathbf {n} )\,d\Omega .}
Первый член волновой функции описывает сходящуюся к центру, а второй — расходящуюся от центра волну. Сохранение числа частиц при упругом рассеянии выражается равенством полных потоков частиц в сходящихся и расходящихся волнах. Другими словами, эти волны должны иметь одинаковую нормировку. Для этого оператор рассеяния {\displaystyle {\hat {S}}} должен быть унитарным, то есть
{\displaystyle {\hat {S}}{\hat {S}}^{+}={\hat {1}},}
или (с учётом выражения для {\displaystyle {\hat {S}}}):
{\displaystyle {\hat {f}}-{\hat {f}}^{+}=2ik{\hat {f}}{\hat {f}}^{+}.}
Наконец, учитывая определение {\displaystyle {\hat {f}}}, получаем утверждение теоремы:
{\displaystyle f(\mathbf {n} ,\mathbf {n} ')-f^{*}(\mathbf {n} ',\mathbf {n} )={\frac {ik}{2\pi }}\int f(\mathbf {n} ,\mathbf {n} '')f^{*}(\mathbf {n} ',\mathbf {n} '')\,d\Omega ''.}